# Patricia Field
Patricia Field, née le 12 février 1942, est une costumière et styliste américaine.

## Biographie
Patricia Field est né en 1942 à New York d'un père arménien et d'une mère grecque, qui ont émigré de Plomari, sur l'île de Lesbos en Grèce. Elle a grandi à Manhattan et dans le Queens et a revendiqué le mérite d'avoir inventé le legging moderne pour la mode féminine dans les années 1970. Elle est propriétaire de la boutique du même nom « Patricia Field ».
Patricia Field a rencontré Sarah Jessica Parker lors du tournage de Miami Rhapsody en 1995. Elles sont devenues amies et ont travaillé ensemble sur la série télévisée Sex and the City. Avant la première saison de Sex and the City, Parker et Darren Star ont demandé à Patricia Field de concevoir les costumes de la série. 
Pour son travail sur Sex and the City, Patricia Field a été nommée pour cinq Emmy Awards, avec une victoire, et nommée pour six prix Costume Designers Guild, avec quatre victoires. Elle est l'une des six lauréates du Real Time Film Festival 2008. Elle est ensuite revenue en tant que créatrice de costumes pour le film Sex and the City (2008) et la suite Sex and the City 2 (2010). Elle a travaillé sur le marché asiatique en créant la mode derrière le long métrage chinois Go Lala Go! (en) (2010).
Les crédits télévisés de Patricia Field incluent Hope & Faith, Ugly Betty, Younger sur TV Land, et la nouvelle série de Murphy Brown sur CBS. Elle a été créatrice de costumes pour le long métrage Le diable s'habille en Prada, pour lequel elle a été nommée à l'Oscar de la meilleure création de costumes. Elle a fait la conception de costumes pour le deuxième acte avec Jennifer Lopez, Vanessa Hudgens et Leah Remini.
Patricia Field, qui est ouvertement lesbienne, a été pendant de nombreuses années amoureuse de la créatrice de costumes Rebecca Weinberg, avec laquelle elle s'est associée pour Sex and the City.
Elle est apparue comme le premier juge invité au cours de la première saison de la série télévisée Bravo Project Runway. Sa boutique a été présentée dans un épisode de 2007 de l'émission de téléréalité de Kathy Griffin: My Life on the D-List (en), ainsi que dans un épisode de 2008 de Paris Hilton : une amie pour la vie ? de Paris Hilton. Elle a conçu les tenues dans les clips de Namie Amuro pour ses trois chansons New Look, Rock Steady et What A Feeling de son single des années 1960, 70 et 80, ainsi que les clips d'Anna Vissi pour Stin Pyra et Alitissa Psihi de son album Apagorevmeno. En 2011, elle a conçu la plupart des tenues pour les personnages du drame taiwanais Material Queen (en).
En 2016, Patricia Field a vendu son emblématique commerce de détail sur le Bowery, après l'avoir tenu pendant 50 ans, et continue de travailler pour la télévision (Emily in Paris par exemple) et le cinéma. 
Patricia Field soutien des organismes de bienfaisance, notamment le Fondation Enfants d'Arménie (Children's of Armenia Fund, COAF), le Lower Eastside Girls Club et de nombreuses organisations LGBT.
Patricia Field possède une ART Fashion Gallery dans le Lower East Side, New York, où elle se concentre sur la vente d'art et de vêtements et d'accessoires originaux peints par un groupe d'artistes sélectionnés.

## Polémique John Galliano
Le 25 février 2011, Dior suspend John Galliano à la suite de son arrestation pour une présumée agression  antisémite dans un bar de Paris. Le lendemain, The Sun publie une vidéo sur son site web, dans laquelle Galliano lance des insultes antisémites contre un groupe de femmes italiennes et déclare : « I love Hitler. People like you would be dead. Your mothers, your forefathers would all be fucking gassed. ». Patricia Field défend Galliano en envoyant un message électronique à 500 amis, blogs et médias. Elle rejette les déclarations de Galliano comme étant du « théâtre ». Plus tard, dans une interview téléphonique avec le Women's Wear Daily, elle décrit le comportement de Galliano comme une « farce » ; elle reste déconcertée que les gens de la communauté de la mode ne l'aient pas reconnu comme tel : « It's theater, it's farce. But people in fashion don't recognize the farce in it. All of a sudden they don't know him. But it's OK when it's Mel Brooks The Producers singing Springtime for Hitler ». John Galliano est finalement condamné.

### Livres
- Michele M. Granger, Fashion: The Industry and Its Careers, A&C Black, 2012, p. 11 lire sur Google Livres
- « Patricia Field. Timides s'abstenir », in Susan Lusk, Mark Gabor, 111 boutiques absolument irrésistibles à New York, Hachette Tourisme, 2016, p. 156 lire sur Google Livres

### Articles
- Azadeh Ensha, « Meryl Wears Patricia », The Advocate, 2006 [lire en ligne]

### Interview
- Bonnie Datt, « Patricia Field Shares the Story Behind The Sex and the City Tutu », Racked, 2011 [lire en ligne]